# Église Saint-Étienne d'Allichamps
L'église Saint-Étienne d'Allichamps est localisée au lieu-dit de « Allichamps-Domaine », sur la commune de Bruère-Allichamps, dans département du Cher, en région Centre-Val de Loire.

## Histoire
L'édifice religieux est bâti sur d'anciennes structures d'époque gallo-romaine.
Lors de sa fondation, ce lieu de culte chrétien est destiné à faire office de prieuré paroissial. La construction de l'édifice religieux Bruérois commence probablement au cours du XIe siècle. À cette époque, seule la partie centrale, autrement dit la nef, est mise en place. Plusieurs éléments de la période antique ont été réemployés au sein des structures maçonnées du mur Ouest de la nef. L'ensemble de l'édifice présente une architecture romane en croix latine. À l'origine le bâtiment cultuel est administré par l'Abbaye augustine de Plaimpied.
L'érection du chœur de l'église Saint-Étienne d'Allichamps est, quant à elle, attribuée aux environs de 1150.
Quelques siècles plus tard, au cours de la Révolution française et selon les directives du décret promulgué le 2 novembre 1789, le prieuré Bruérois fait l'objet d'une vente en tant que bien appartenant au domaine national. L'édifice religieux est alors remanié pour être réaffecté en étables et greniers. Toutefois, l'église d'Allichamps préserve son architecture d'ouvrage initiale : les bas-reliefs qui ornent ses chapiteaux et ses modillons, encore visibles et totalement intacts, mettent en évidence la maîtrise des artisans-sculpteurs du XIIe siècle.
Depuis sa fondation, l'église Saint-Étienne d'Allichamps a subi des destructions partielles, dont notamment certaines sections de la nef ainsi que la totalité de la coupole qui surplombe la croisée du transept. Un programme de restauration de ces parties détruites est envisagé.
En 1985, l'église Saint-Étienne d'Allichamps fait l'objet d'un rachat par la ville de Bruère-Allichamps.
Dans un premier temps uniquement inscrit par arrêté du 19 février 1926, le prieuré de Bruère-Allichamps est classé sur la liste des monuments historiques de France depuis le 9 août 2007.

## Architecture et description
Le prieuré bruérois manifeste d'un style architectural de type roman. Son plan au sol est disposé en forme de croix latine. L'église est constituée d'un vaisseau central, la nef prolongé par un chevet d'aspect semi-circulaire avec abside et absidioles.
La voûte de l'abside est en cul-de-four, la suite de la toiture prenant une forme dite en « berceau brisé ».